# Formica pallidefulva

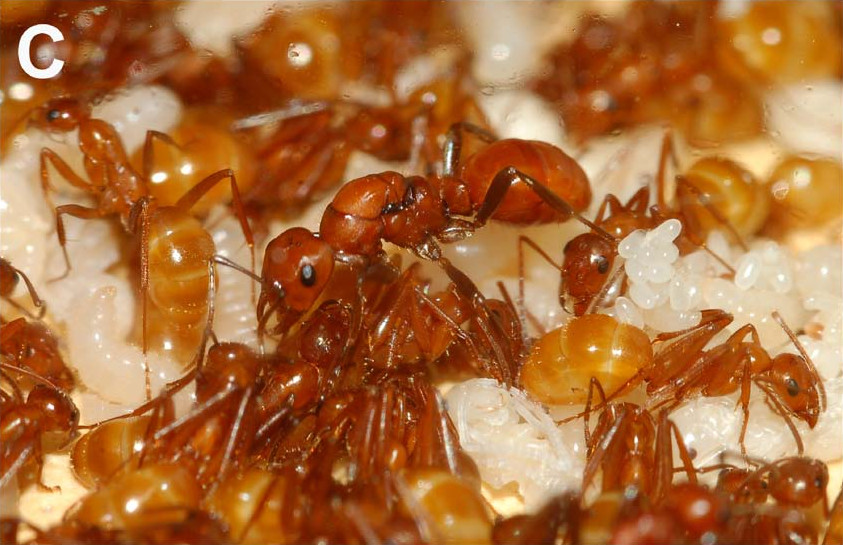
Самка Polyergus montivagus с рабами Formica pallidefulva

Formica pallidefulva (лат.) — вид муравьёв рода Formica из подсемейства формицины (Formicinae). От красного до тёмно-коричневого цвета с блестящим телом, оттенок которого варьируется в пределах ареала. Колонии этого муравья встречаются в самых разных местах обитания, где они роют подземные гнёзда с галереями и камерами. В некоторых частях ареала на гнёзда могут нападать муравьи-рабовладельцы, в первую очередь Formica pergandei и Polyergus montivagus, котрые используют их в качестве «рабов».

## Распространение
Встречаются в Канаде и США (восточные штаты): от Техаса и Флориды на юге ареала и до Онтарио и Квебека на севере. Обнаруживаются в разнообразных экологических условиях: в лесах, прериях, пастбищах, городских парках и садах. Formica pallidefulva отсутствует на болотах и влажных лугах, где его заменяют виды F. biophilica (на юге ареала) и F. montana, F. glacialis и другие (на севере).

## Описание

### Морфология
Муравьи желтовато-красновато-коричневого цвета, блестящие. Длина головы рабочих (HL) 1,16—1,68 мм, ширина головы (HW) 0,93—1,43, длина скапуса усиков (SL) 1,21—1,90 (скапус длинный, загнутый назад выходит за пределы заднего края головы), головной индекс (CI) 76—88, индекс скапуса (SI) 126—153, общая длина рабочих (TL) 5—6 мм, самок 8—10 мм. В отличие от близких видов, у куколок рабочих F. pallidefulva часто отсутствует внешний кокон. Впервые эту особенность в 1904 году заметил американский мирмеколог Уильям Мортон Уилер, исследуя популяции F. pallidefulva и Formica incerta в штате Коннектикут, а позднее в Мичигане отметил энтомолог М. Тэлбот, а в Миссури мирмеколог Дж. Трэгер. В некоторых колониях F. pallidefulva, коконы отсутствуют также и у куколок самцов, но куколки самок почти всегда заключены в кокон.

### Муравейники
Гнёзда небольшие, в почве, в наземном лиственном слое, под корой, под небольшими упавшими ветвями и стволами деревьев (диаметром менее 10 см). Реже строят небольшие гнездовые холмики.
Гнездо F. pallidefulva под землёй состоит из одной или нескольких горизонтальных галерей у поверхности, от которых отходят одна или две вертикальные галереи диаметром около 1 см и длиной до 60 см. Типичное гнездо имеет около 18 камер, в которых живут муравьи, отходящих от горизонтальных и вертикальных галерей и размером примерно 4 на 2,5 см, каждая из которых имеет ровный пол и куполообразную крышу. Вход в гнездо незаметен, до 2,5 см в диаметре, иногда находится на открытой местности, иногда скрыт. Около четверти гнёзд имеют два входа. На поверхности над гнездом обычно не видно насыпи, но недавно вырытый вход может быть окружён ореолом выброшенной почвы.

### Биология
Семьи малочисленные (несколько сотен особей). Крылатые половые особи (самки и самцы) встречаются с апреля (Флорида, США) до июля (Канада).
Питаются насекомыми, цветочным нектаром и падью, упавшей на листья (но тлей не разводят и не защищают). Оса Aphilanthops frigidus охотится на крылатых самцов и самок F. pallidefulva. На лужайках и в садах Сент-Луиса (Миссури), F. pallidefulva из всех местных муравьёв является одним из наиболее чувствительных к наземному вторжению и истреблению интродуцированным в эти места инвазивного муравья Tetramorium tsushimae. Однако на протяжении многих мест юго-востока США, муравьям F. pallidefulva часто удаётся сосуществовать с популяциями малой плотности огненных муравьёв Solenopsis invicta Buren, Solenopsis richteri Forel и популяциями гибридного Solenopsis richteri × invicta.
F. pallidefulva — дневной вид, рабочие муравьи проводят ночь в гнезде, а утром выходят из него на корм. Во многих гнёздах около трёх четвертей личинок не заключены в кокон, когда они окукливаются, но эта пропорция варьируется от гнезда к гнезду и от года к году. Крылатые самцы и самки появляются из перезимовавших и окуклившихся личинок в конце весны. Летают они в конце лета, вылетая из гнезда по несколько штук и поднимаясь в воздух поодиночке. Полёты обычно происходят утром, когда солнце достигает гнезда. Когда только что оплодотворённая самка приземляется, она отламывает крылья и выкапывает небольшую камеру, в которую откладывает яйца. Она остаётся там, кормит вылупившихся личинок срыгиваемой пищей, и первая партия рабочих отстаёт в развитии из-за отсутствия достаточного питания. Королева откладывает больше яиц, а новые рабочие выкармливают их и отправляются на поиски пищи, чтобы расширить гнездо. Гнёзда обычно содержат одну королеву и с годами увеличиваются в размерах. Пока колония не станет достаточно большой и зрелой, в ней не появляется потомство. Если место для гнезда оказывается неподходящим для дальнейшего развития колонии, можно найти новое место, и колония мигрирует, а рабочие переносят личинок и куколок.
Formica pallidefulva используются в качестве рабов муравьями-«рабовладельцами» рода Polyergus (Polyergus montivagus) и Formica pergandei (подрод Raptiformica). Эти муравьи совершают набеги на гнёзда F. pallidefulva и захватывают там куколки, перенося их в свои муравейники для выращивания из них своих «рабов». Однако, такой вид рабовладельцев как Formica rubicunda Emery, использует F. pallidefulva только в качестве жертв, а для рабства использует другой вид (Formica subsericea).
Служит хозяином для гриба-эктопаразита Laboulbenia formicarum (Лабульбениомицеты).

## Систематика
Вид был впервые описан в 1802 году французским энтомологом Пьером Андре Латрейлем (P. A. Latreille) под первоначальным названием Formica pallide-fulva Latreille, 1802.
Ранее относился к подроду Neoformica в составе которого считался типовым таксоном. Включён в видовую группу Formica pallidefulva group, эндемичную для Неарктики. От близких видов (Formica dolosa, Formica archboldi, Formica incerta, Formica biophilica) отличается отсутствием отстоящих волосков на спинной части груди. В составе Formica pallidefulva рассматривается синонимизированный с ним таксон Formica schaufussi Mayr, 1866, который ранее считался или отдельным видом или его подвидом. В 1950 году F. schaufussi был восстановлен в самостоятельном видовом статусе, а в 2007 году сведён в синонимы к F. pallidefulva в ходе ревизии видовой группы.

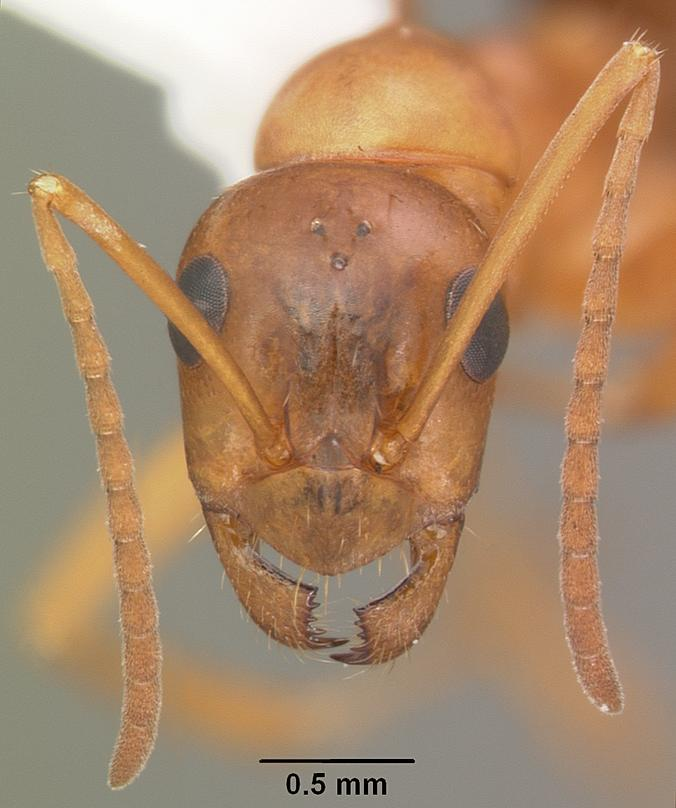
Голова рабочего
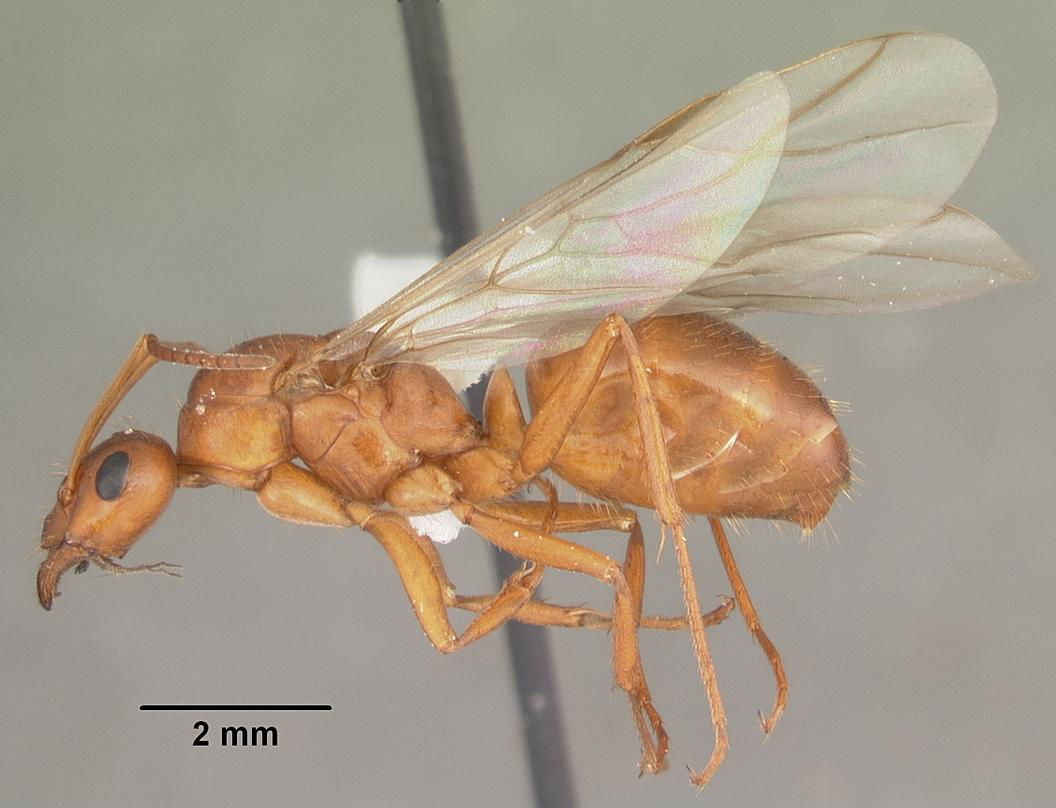
Крылатая самка сбоку
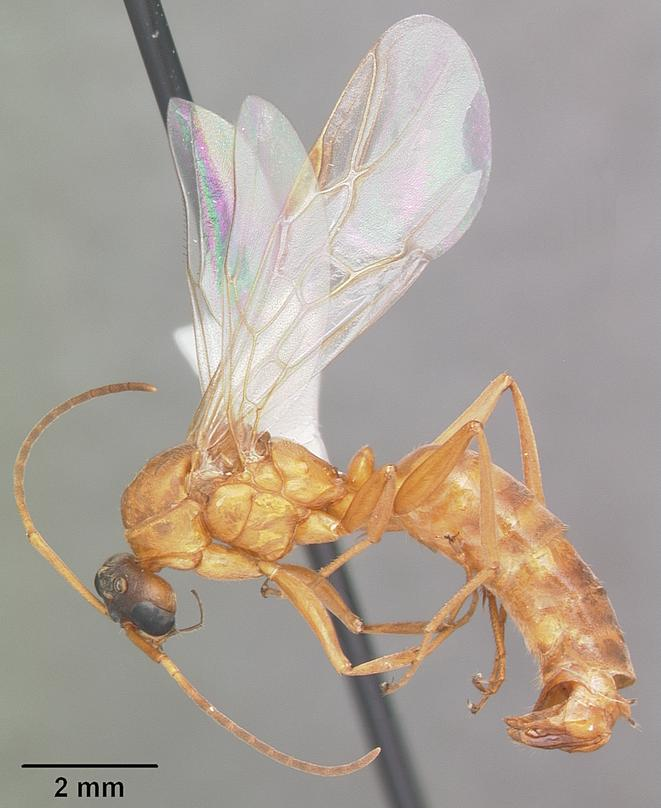
Крылатый самец
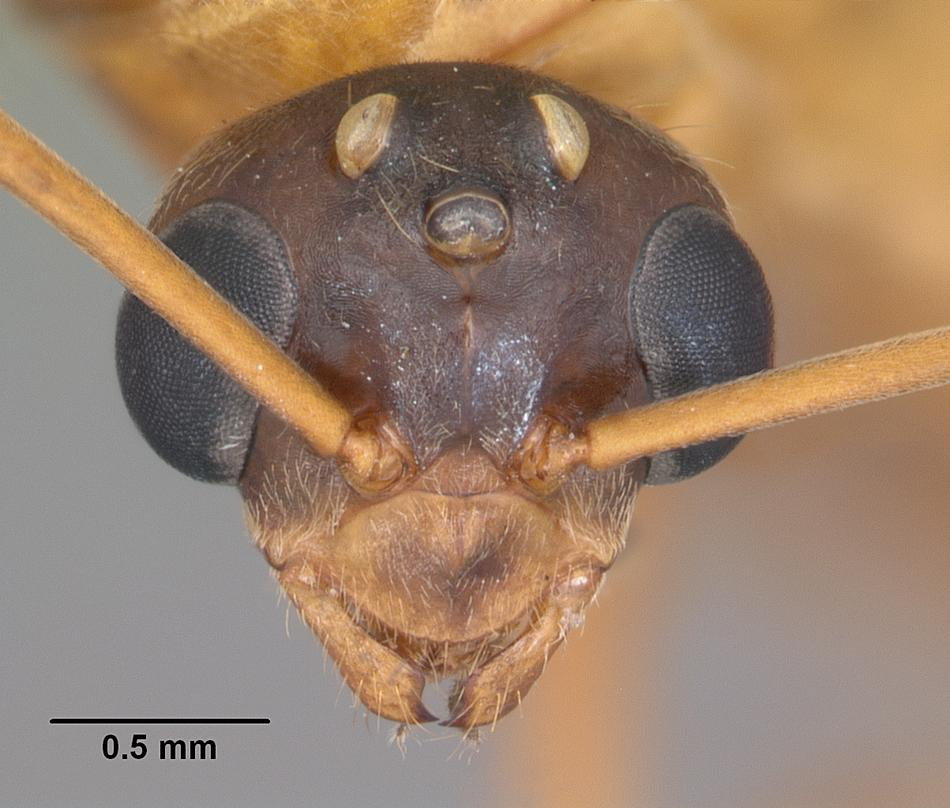
Голова самца

## Этимология
Видовое название, pallidefulva («бледно-красновато-жёлтый»), было предложено Пьером Андре Латрейлем и создано из латинских прилагательных pallidus («бледный») и fulvus («тёмно-жёлтый», «красновато-жёлтый»). Это точно описывает южные, более светлые популяции этого вида. Северо-восточные, средне-западные и западные горные популяции этого вида, однако, имеют более тёмную, чёрно-кофейно-коричневую окраску, но даже в этих местах многие особи и целые семьи обладают двуцветной окраской, а некоторые могут иметь окраску ближе к таковой у южных популяций.